# Parashartegus distinctus
Parashartegus distinctus (лат.) — ископаемый вид жуков рода Parashartegus из вымершего семейства Mesocinetidae (надсемейство Scirtoidea). Обнаружены в верхнеюрских отложениях Центральной Азии (Шар-Тегская свита, Sharteg Formation, Гоби-Алтайский аймак, восточнее горы Атас-Богд 5—6 км, западнее горы Шара-Тэг, Монголия). Тело мелкого размера (длина около 3 мм, ширина 2,1 мм, длина надкрылий 2,3 мм). Переднеспинка с выпуклым передним краем. Мезококсы широко разделённые, метакоксы поперечные и не достигают задний край 1-го вентрита. Вид был впервые описан по отпечаткам в 2010 году российскими энтомологами Александром Георгиевичем Кирейчуком (Зоологический институт РАН, Санкт-Петербург) и Александром Георгиевичем Пономаренко (Палеонтологический институт РАН, Москва, Россия).
- Parashartegus Kirejtshuk & Ponomarenko, 2010